# Carmine Tundo
Carmine Tundo, noto anche con lo pseudonimo di Romeus (Galatina, 26 dicembre 1987), è un cantautore e musicista italiano.

## Biografia
Nato a Galatina, in provincia di Lecce, Carmine Tundo scrive canzoni fin da quando era bambino. Nel 2003, all'età di quindici anni, diventa il cantante definitivo del gruppo ska punk dei Cruska, grazie al quale si aggiudica un debutto nel panorama indipendente e ha modo di esibirsi in giro per l'Italia. Con la band realizza nel 2005 un demo omonimo di tre tracce, ristampato come EP l'anno seguente dall'etichetta Camion Records, con il titolo Skappa e scoppia e l'aggiunta di due brani. Durante la loro breve attività, i Cruska vincono alcuni concorsi musicali, in particolare l'edizione del 2005 del Giffoni Music Concept di Salerno, e aprono i concerti di diversi artisti, come i Negramaro e gli Après La Classe.
Il 13 maggio 2007 la Planet Records pubblica una seconda edizione di Skappa e scoppia. In quel periodo Carmine si stabilisce per qualche mese nel quartiere di Harlem a New York e prova a spedire un demo di suoi brani al produttore discografico Corrado Rustici, che da molti anni vive in America. Il produttore ne rimane colpito e segnala il giovane alla Sugar Music di Caterina Caselli.
Nel 2009 Carmine Tundo è uno dei vincitori di SanremoLab e l'anno seguente esordisce tra le nuove proposte del Festival di Sanremo 2010, con lo pseudonimo di Romeus. Il brano presentato sul palco dell'Ariston è Come l'autunno, pubblicato come singolo e inserito all'interno di Romeus, album prodotto da Corrado Rustici per la Sugar Music. L'album, a cui l'artista stava lavorando ormai dal 2007, è stato registrato a Oakland (California) dal fonico David Frazer e masterizzato presso gli studi Sterling Sound di New York dall'ingegnere del suono George Marino.
Nel 2011 il cantautore vince la ventiduesima edizione del festival Musicultura con il brano Caviglie stanche, aggiudicandosi anche il premio della critica. L'anno successivo prende parte alla composizione della musica del brano Il tempo non inganna di Malika Ayane, incluso nell'album Ricreazione e anche estratto come singolo.
Il 2013 vede l'artista impegnato in diverse attività: insieme a Matteo De Benedittis compone la colonna sonora de La pescatrice di scarpe, opera teatrale ideata dalla regista Nuanda Sheridan; pubblica il singolo Funky Superstar, primo brano del progetto noise rock e stoner Nu-Shu, portato avanti da Carmine Tundo e il bassista Giuseppe Calabrese, e fonda con la sorella Isabella Tundo il gruppo La Municipàl.
Nel 2014 Carmine entra nella band della cantautrice Sofia Brunetta, in qualità di corista e batterista, e fonda il gruppo post-rock Uriel, progetto poi abbandonato. Nello stesso anno lui e Giuseppe Calabrese aprono i concerti di gruppi come i Calibro 35 e gli Après La Classe, e vincono il Soundtru Festival, tenutosi a Parma. Sempre nel 2014, Carmine Tundo è uno degli autori del brano Via degli Après La Classe, contenuto nell'album Riuscire a volare. Inoltre, scrive e dirige insieme ad Antonio Passavanti il cortometraggio Vilnius Rent, girato proprio a Vilnius (Lituania) e inizialmente immaginato come apripista di una mai realizzata serie di cortometraggi che avrebbero avuto come sfondo diverse città europee. Alcune delle immagini di Vilnius Rent sono state rimontate come videoclip del singolo Il mercante di occhi dei La Municipàl, pubblicato su YouTube il 30 ottobre 2014, mentre altri dei cortometraggi di Tundo e Passavanti, come 2012.05.02 (girato nel 2012 a Budapest, in Ungheria) e Super-Heròi (girato nel 2013 a Porto, in Portogallo), sono rimasti completamente inediti.
Il 30 marzo 2015 i Nu-Shu pubblicano il loro primo album, tutto in lingua inglese, e il 27 maggio 2016 esce il primo degli album dei La Municipàl. Nel 2016 Carmine ha anche prodotto il brano Quante scuse dell'emergente Stefano Scorrano.
Il 17 maggio 2017 viene pubblicato Lorelai Jedi, primo singolo inedito dei Nu-Shu dopo il termine della promozione dell'album.
Nel 2018 il cantautore torna a dedicarsi prevalentemente all'attività da solista: rispettivamente il 5 giugno e il 15 ottobre escono infatti il primo e il secondo volume del suo progetto Nocturnae larvae. In contemporanea alla pubblicazione del secondo volume i due dischi sono anche stati riuniti in un unico concept album, disponibile esclusivamente in edizione doppio CD.
L'11 febbraio 2019 viene pubblicato Hope and Groove, album del progetto "Combass Adventure" del cantautore Combass, membro degli Après La Classe, che ha coinvolto Carmine Tundo in veste di autore (nelle tracce Noisy Tapes e Galaxy of Love). Il 16 dicembre 2019 esce un nuovo singolo dei Nu-Shu, J Jade.
A gennaio 2020 Carmine compare come batterista nel singolo Lenzuola dei LefrasiincompiutediElena. Il 21 maggio la Italy Digital Music pubblica una versione rimasterizzata dell'EP Skappa e scoppia, contenente i brani della produzione dei Cruska.
Il 18 dicembre 2020 esce Gran Riserva, un nuovo album dell'artista, anticipato dai singoli Santa Maria al bagno (del 24 settembre) e Malvasia nera (del 12 novembre). Il disco mescola sonorità salentine e sudamericane e viene pubblicato sotto lo pseudonimo di Diego Rivera, che rappresenta un omaggio alla memoria di uno zio dell'autore (Diego) e un richiamo allo stile dell'omonimo pittore. Col nome di Diego Rivera, l'artista nel 2021 partecipa alla trentaduesima edizione di Musicultura.
A marzo 2021 Carmine Tundo e i musicisti Roberto Mangialardo e Alberto Manco fondano il gruppo Mundial, per un progetto musicale che mira a congiungere tradizione salentina ed elettronica moderna. Il 29 settembre è uscito il singolo Centucruci, mentre il 7 ottobre viene pubblicato il primo album Scercule. Quasi del tutto strumentale, il disco presenta talvolta inserti recitativi dell'attrice pugliese Lucia Greco.
Il 22 ottobre esce l'EP Ciak di Stefano Scorrano, prodotto da Carmine Tundo. Da febbraio a marzo 2022 il cantautore è a capo della "resident band" del programma televisivo Tonica di Andrea Delogu, in onda su Rai 2.
Il 19 maggio 2022 esce Preghiera di Sirgole, primo singolo di un nuovo album inizialmente pensato per lo pseudonimo Diego Rivera. Il 14 luglio il progetto viene rinominato Diego Tempesta Rivera, in occasione della pubblicazione del singolo Tempesta. In agosto esce il singolo La notte la merda dei Fratelli Marsico, prodotto da Tundo.
Il 20 dicembre 2022 viene pubblicato il singolo Il primo raccolto, ma questa volta utilizzando il nome di battesimo. In seguito l'artista sceglie di rendere lo pseudonimo di Diego Tempesta Rivera una semplice etichetta affiancante il titolo del primo album del progetto e rinomina tutti i relativi videoclip fino a quel momento pubblicati attribuendoli al suo vero nome.
Il 19 aprile 2023 esce l'album La valle dell'Asso, contenente anche i singoli Preghiera di Sirgole e Tempesta ma a nome Carmine Tundo. Il 16 giugno viene pubblicato Culacchi, secondo album dei Mundial. Il 10 novembre esce invece il secondo album dei Nu-Shu, Dox.

## Discografia

### Da solista

#### Album in studio
- 2010 – Romeus (come Romeus)
- 2018 – Nocturnae larvae, volume uno
- 2018 – Nocturnae larvae, volume due
- 2020 – Gran Riserva - Diego Tempesta Rivera
- 2023 – La valle dell'Asso

#### Singoli
- 2010 – Come l'autunno (come Romeus)
- 2015 – Formiken[30]
- 2017 – La neve del diciassette
- 2018 – Lychaon[31]
- 2020 – Santa Maria al bagno[32]
- 2020 – Malvasia nera[32]
- 2022 – Preghiera di Sirgole
- 2022 – Tempesta
- 2022 – Il primo raccolto
- 2023 – Il canale dell'Asso
- 2025 – Dove ti porto?

### Con i La Municipàl
- 2016 – Le nostre guerre perdute
- 2018 – B Side
- 2019 – Bellissimi difetti
- 2021 – Per resistere al tuo fianco
- 2024 – Dopo tutto questo tempo

### Con i Nu-Shu

#### Album in studio
- 2015 – Nu shu
- 2023 – Dox

#### Singoli
- 2013 – Funky Superstar
- 2015 – Radio Fail
- 2016 – Stereo Ink
- 2017 – Mamadù mama
- 2017 – Lorelai Jedi
- 2019 – J Jade

### Con i Mundial

#### Album in studio
- 2021 – Scercule
- 2023 – Culacchi

#### Singoli
- 2021 – Centucruci
- 2022 – Sordi
- 2023 – Lu porcu cu tre piedi
- 2023 – La cummare Furmiculicchia

### Con i Cruska

#### Demo
- 2005 – !!Cruska!!

#### EP
- 2006 – Skappa e scoppia

### Collaborazioni
- 2013 – Birkenau (come Romeus, con Combass e Danilo Tasco dei Negramaro), per l'album La strada giusta
- 2015 – Nel blu (con i Mutante), per l'album Essenza perfetta
- 2015 – Purple Mexico (come Romeus, con Danilo Seclì e Combass), per il progetto "The Sun Doctors"
- 2015 – Chemical Lover (con i Moods), per l'album Wailing
- 2019 – Abissi (con i Respiro), per l'album UnPOPositivo
- 2019 – Un passo dopo l'altro (con gli Acquasumarte), per l'album Vita d'artista
- 2021 – Cambierà (con Alex Ricci), per l'album La verità
- 2021 – In ognuno di noi (con Filippo Bubbico), per l'album Honolulu arrivo

## Videografia

### Video musicali
- 2010 – Come l'autunno
- 2013 – Funky Superstar (regia di Antonio Passavanti)
- 2014 – Birkenau (regia di Valerio "Combass" Bruno e Michelangelo Manente)
- 2015 – Radio Fail (regia di Pierfrancesco Marinelli)
- 2015 – Nel blu (regia di Pierfrancesco Marinelli)
- 2015 – Purple Mexico
- 2015 – Formiken (regia di Daniele Cascone)[33]
- 2016 – Stereo Ink (regia di Alessandra "Druga" Alfieri)
- 2016 – Chemical Lover (regia di Guglielmo Bianchi)
- 2016 – A volte tu nella mia testa
- 2017 – Mamadù mama (regia di Carmine Tundo)
- 2017 – Lorelai Jedi (regia di Balto)
- 2018 – Lychaon (regia di Balto)
- 2019 – Abissi (regia di Chiara Vantaggiato)
- 2019 – J Jade (regia di Balto)
- 2020 – Santa Maria al bagno (regia di Martina Loiola)
- 2021 – Nei peggiori bar della provincia[34] (regia di Francesco Lorusso, Gabriele Licchelli e Andrea Settembrini)
- 2021 – Centucruci (regia di Balto)
- 2022 – Sordi (regia di Eugenio Pranzo)
- 2022 – La calma prima[35] (regia di Lucrezia Cantelmo)
- 2022 – Tempesta (regia di Eugenio Pranzo e Fabio Bianco)
- 2022 – Il primo raccolto (regia di Pierluigi Caracciolo e Salvatore Rosa)
- 2023 – Sirene[36] (regia di Andrea Alemanno)
- 2023 – Lu porcu cu tre piedi (regia di Balto)
- 2023 – Il canale dell'Asso (regia di Eugenio Pranzo)
- 2023 – La cummare Furmiculicchia (regia di Balto)

### Regista
- 2012 – 2012.05.02 (con Antonio Passavanti), cortometraggio inedito
- 2013 – Super-Heròi (con Antonio Passavanti), cortometraggio inedito
- 2014 – Vilnius Rent (con Antonio Passavanti), cortometraggio inedito
- 2014 – Il mercante di occhi (con Antonio Passavanti e Roberto Mangialardo), videoclip dei La Municipàl
- 2015 – Lettera dalla provincia leccese (con Roberto Mangialardo), videoclip dei La Municipàl
- 2015 – Le ferie di metà settembre (con Roberto Mangialardo), videoclip dei La Municipàl
- 2017 – Mamadù mama, videoclip dei Nu-Shu